# Miconia mcvaughii
Miconia mcvaughii är en tvåhjärtbladig växtart som beskrevs av John Julius Wurdack. Miconia mcvaughii ingår i släktet Miconia och familjen Melastomataceae. Inga underarter finns listade i Catalogue of Life.